# But I'm a Gilmore!
the blues of the wedding bells (El blues de las campanas de boda) es el 100° episodio de la serie de televisión norteamericana Gilmore Girls.

## Resumen del episodio
El episodio empieza con Rory y Paris con resaca a la mañana por el ponche que bebieron en el capítulo anterior, además, Kirk sigue en la casa.
Rory (quien lloró la noche anterior) le dice a Logan que ya no quiere seguir teniendo citas casuales con él, sino una relación seria de novio-novia. Logan le responde que está dispuesto a ser su novio si ella así lo quiere; poco después aparece Honor, la hermana de Logan, para comunicarle que se ha comprometido con su novio Josh, y que darán la noticia a la familia Huntzberger durante la cena de esa noche. Tanto Rory como Logan asistirán. 
Mientras tanto, cuando Lorelai recibe la noticia de que Sookie ya no podrá estar cocinando para el Dragonfly debido a su embarazo, debe pedirle a Luke que se encargue de preparar la comida, y él acepta. Sin embargo, Luke debe lidiar con Sookie, pues ella está haciendo que los ayudantes le lleven comida para probarla y decir cómo se debe hacer todo. 
De vuelta a su cuarto en la universidad, Paris descubre que Doyle la esperó enfermo durante todo el fin de semana en su dormitorio, por lo que le lleva a su nana para que lo cuide.
En la cena en casa de Logan, Rory recibe un pésimo trato de la madre y el abuelo de éste, quienes afirman que Rory no sería la chica para Logan porque quiere trabajar. Éste, se enoja y se va de casa con Rory justo cuando está llegando su padre, Mitchum. Al día siguiente el padre de Logan va a Yale para ofrecerle a Rory una pasantía en uno de sus diarios para compensarla.

## Curiosidades
- Cuando Lorelai está en el hotel con Luke, lleva una camisa estampada que ya le vimos en el episodio anterior. En la escena siguiente, al volver a casa (de trabajar, se entiende) lleva un modelo diferente.

- Los empleados y el papá de Logan dejan el abrigo de Rory y el suyo (respectivamente) sobre una mesa cualquiera cerca de la puerta. ¿En una casa tan grande y elegante no tienen un perchero decente y dejan así nomás la ropa?

- La camiseta de Paris que la nana coloca a Doyle lleva impreso un chiste político: Women belong in the house... and the senate, en español: El lugar de las mujeres es la Casa... y el senado; un juego con la palabra casa pues alude a la residencia del presidente de EE. UU., la Casa Blanca; es tal vez también una forma de apoyo a Hillary Clinton.

- Datos: Q5736119